# Religia w Botswanie
Religia w Botswanie zdominowana jest przez chrześcijaństwo, które wyznaje ok. 2/3 społeczeństwa. Największą mniejszość religijną stanowią wyznawcy tradycyjnych religii plemiennych. Przynależność religijna jest bardzo zróżnicowana i często wierzenia są przemieszane.
Konstytucja Botswany zapewnia wolność religijną, a rząd na ogół przestrzega tego prawa w praktyce. Wszystkie organizacje, w tym grupy religijne, mają obowiązek zarejestrować się w rządzie. 
Do świąt państwowych zaliczane są jedynie święta chrześcijańskie: Wielki Piątek, Poniedziałek Wielkanocny, Wniebowstąpienie Pańskie i Boże Narodzenie.

## Chrześcijaństwo
Chrześcijaństwo bierze swoje początki z działalności misyjnej w okresie kolonialnym. Pierwsi misjonarze dotarli tutaj w pierwszej połowie XIX wieku, wśród nich byli David Livingstone i Robert Moffat z London Missionary Society (LMS). W roku 1857 przetłumaczyli Biblię na język tswana.  W 1895 roku misję rozpoczął Kościół katolicki, a w 1959 została ustanowiona krajowa jurysdykcja. 
W pierwszej dekadzie XXI w. chrześcijaństwo wyznawało około 66% populacji. Największą grupą były Kościoły afrochrześcijańskie 32% populacji), reprezentowane przez 157 denominacji. Największe z nich to Chrześcijański Kościół Syjonu (3,2%), Kościół Duchowego Uzdrowienia (2,9%) i Chrześcijański Kościół Syjonu Św. Engenasa (2,1%). Szybki przyrost afrochrześcijan, od kilku % do obecnego stanu, miał miejsce w latach 70. i 80. XX w. Inne ważniejsze grupy to różne wyznania protestanckie (łącznie 11% populacji) i katolicy (4%). Ponad 17% populacji było chrześcijanami nieidentyfikującymi się z żadną grupą. Wśród wyznań protestanckich największe to: zielonoświątkowcy (5,6%), luteranie (1,7%), adwentyści dnia siódmego (1,5%), kongregacjonaliści (1,5%), metodyści (0,8%) i anglikanie (0,6%).
Obecne są także niewielkie wspólnoty mormonów, Świadków Jehowy i wiele innych grup chrześcijańskich.

## Religie plemienne
Według Spisu Powszechnego w 2011 roku ponad 4% ludności wyznawało tradycyjną religię Badimo. 

## Inne religie
Zgodnie ze spisem z 2011 roku jest około 11 tys. muzułmanów, z których wielu ma pochodzenie południowoazjatyckie. Małe liczby obejmują hinduistów, bahaistów, buddystów i sikhów. Funkcjonuje też niewielka społeczność żydowska.   

## Statystyki

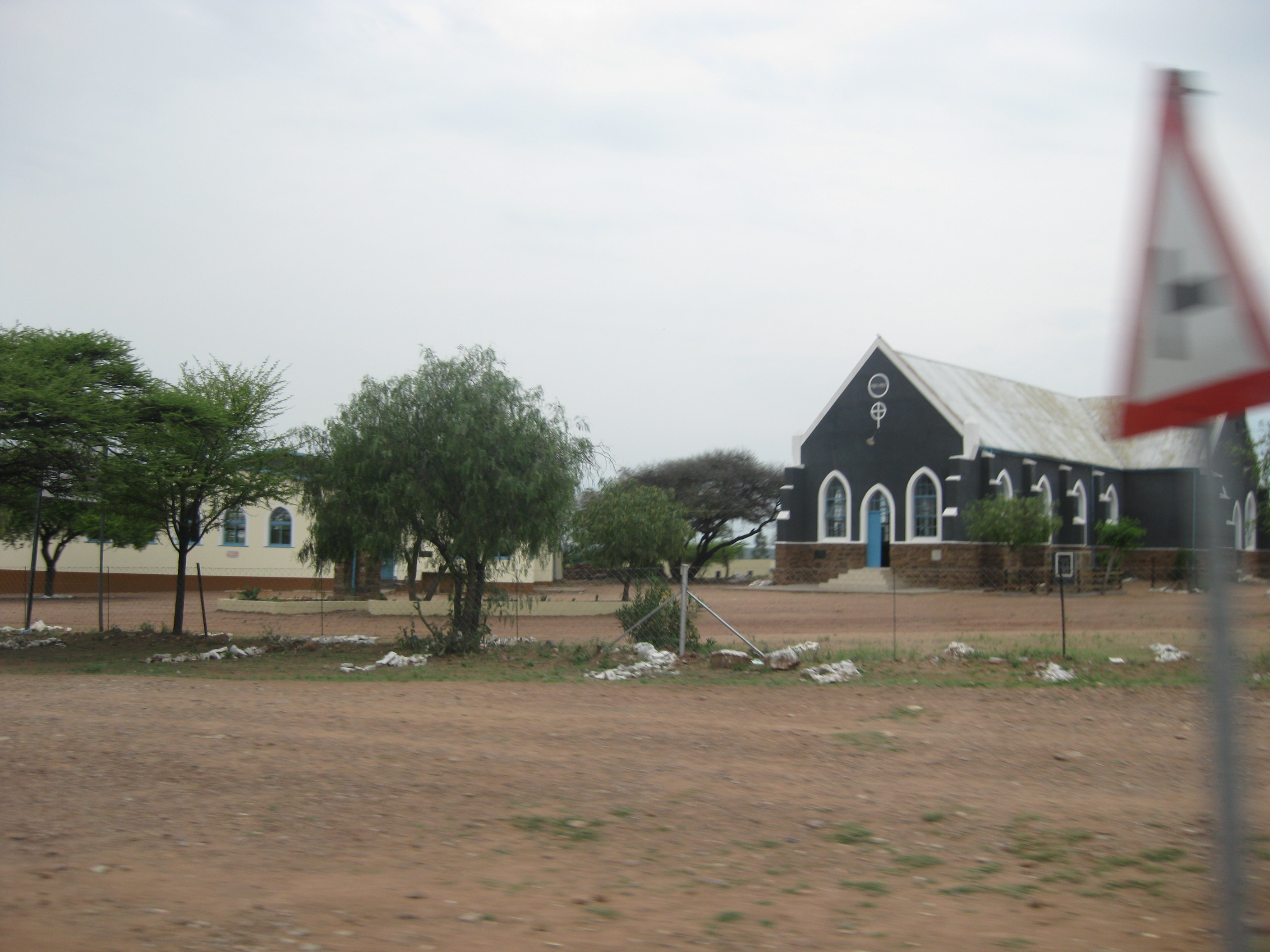
Kościół w Molepolole

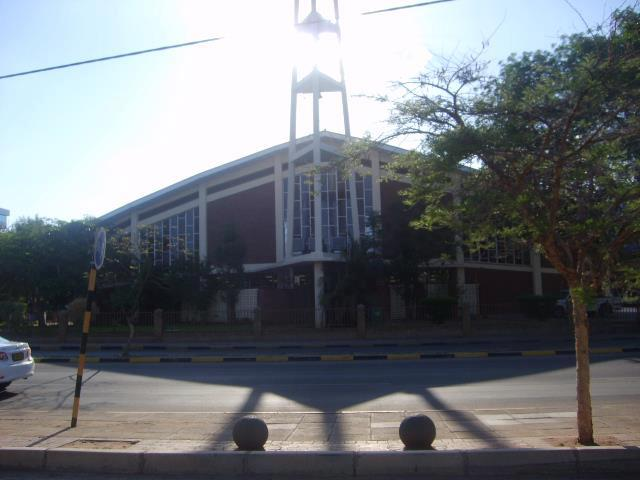
Kościół katolicki w Gaborone

| Religia/Kościół                                             | Liczba wiernych (w tys.) | Procent ludności |
| ----------------------------------------------------------- | ------------------------ | ---------------- |
| Tradycyjne religie plemienne                                | 644,7                    | 32,6%            |
| Kościół katolicki                                           | 79,0                     | 4,0%             |
| Chrześcijański Kościół Syjonu (A)                           | 63,0                     | 3,2%             |
| Kościół Duchowego Uzdrowienia (A)                           | 57,0                     | 2,9%             |
| Chrześcijański Kościół Syjonu Św. Engenasa (A)              | 41,6                     | 2,1%             |
| Zbory Boże w Botswanie (P)                                  | 31,2                     | 1,6%             |
| Kościół Adwentystów Dnia Siódmego (P)                       | 30,3                     | 1,5%             |
| Zjednoczony Kościół Kongregacjonalny Afryki Południowej (P) | 29,0                     | 1,5%             |
| Misja Wiary Apostolskiej Św. Jana (A)                       | 25,0                     | 1,3%             |
| Święty Kościół Apostolski Pełnej Ewangelii (A)              | 24,3                     | 1,2%             |
| Kościół Ewangelicko-Luterański w Botswanie (P)              | 23,5                     | 1,2%             |
| Bahaizm                                                     | 16,4                     | 0,8%             |
| Kościół Metodystyczny w Afryce Południowej (P)              | 14,9                     | 0,8%             |
| Kościół Anglikański w Botswanie (P)                         | 12,1                     | 0,6%             |
| Misja Wiary Apostolskiej Południowej Afryki (P)             | 10,7                     | 0,5%             |
| Kościół Boży Pełnej Ewangelii w Południowej Afryce (P)      | 9,4                      | 0,5%             |
| Kościół Ewangelicko-Luterański w Afryce Południowej (P)     | 9,1                      | 0,5%             |
| Islam                                                       | 8,9                      | 0,5%             |
| Hinduizm                                                    | 4,7                      | 0,2%             |
| Mormoni                                                     | 3,4 (2019)               | 0,2%             |
| Świadkowie Jehowy                                           | 2,3 (2022)               | 0,1%             |
| Religie chińskie                                            | 2,0                      | 0,1%             |
| Buddyzm                                                     | 1,0                      | 0,05%            |
| Posługa Głębszego Życia Chrześcijańskiego (A)               | 0,6                      | 0,03%            |